# 大石義雄
大石 義雄（おおいし よしお、1903年1月8日 - 1991年4月29日）は、日本の法学者（憲法）。法学博士（立命館大学・論文博士・1947年）。京都大学名誉教授。従三位勲二等瑞宝章。山形県出身。
戦後、押し付け憲法論、憲法無効論、改憲論を積極的に唱えた。

## 略歴
旧制弘前高等学校（弘前大学の前身）を経て、1929年に京都帝国大学法学部卒業。同大では佐々木惣一に憲法を学ぶ。1947年立命館大学より法学博士の学位を取得。
1930年、和歌山高等商業学校（和歌山大学経済学部の前身）講師、1939年、同教授。1947年、大阪府立淀川工業専門学校（大阪府立大学工学部の前身）校長、1947年12月京都大学法学部教授（国法学講座）、1950年から1956年まで大阪大学教授兼任、1956年9月京都大学法学部長（1958年12月まで）、1966年4月京都大学を定年退官し名誉教授となる。
1966年4月から京都産業大学教授、1982年まで務め、1967年には京都産業大学法学部長を務めた。
この間1957年から1964年まで内閣の憲法調査会委員。

## 活動
京都大学憲法研究会を主宰し、GHQ占領下において制定された日本国憲法を大日本帝国憲法を改正した欽定憲法と主張（押し付け憲法論）、宮沢俊義の八月革命説を批判した。憲法改正の論陣を張り、憲法学界においては京都学派の重鎮であった。
日本の歴史と伝統に基いた憲法解釈を重視し、帝国憲法の改正によって変更された国体の正常化を訴えた。その他に自衛隊合憲論、靖国神社国家護持合憲論（神社非宗教論による）等、宮沢俊義を始めとする東大学派（宮沢学派）のフランス憲法を基礎とした解釈による憲法論と対極にある。保守系憲法学の理論的支柱であった。憲法改正無限界論者でもある。
京大に在学した竹内洋は、学内で大石が「典型的な『保守反動教授』とみなされていた」ことを述懐している。著名な門下生に小森義峯がいる。

## 親族
京都外国語大学で憲法を担当（京都産業大学大学院修了）している大石秀夫は息子。

## 著書

### 著作
- 『世界各国の憲法制度』（京都大学憲法研究会）
- 『日本憲法論　増補版』（嵯峨野書院）
- 『日本憲法史と日本国憲法』（嵯峨野書院）
- 『改憲の大義』（嵯峨野書院）
- 『憲法改正の根本問題　憲法改正試案』（有信堂）
- 『公務員と労働基本権』（嵯峨野書院）
- 『独立憲法の精神』（民族情報社）
- 『国民投票』（関書院出版）
- 『日本国憲法入門』（有信堂・新書判）
- 『帝国憲法と国防国家の理論』（叢文閣、1941年）NDLJP:1045388
- 『帝国憲法と非常時』（増進堂、1944年）NDLJP:1045375

その他、新書・小冊子など多数。ぼぼ絶版である

### 翻訳
- エルンスト・ルドルフ・フーバー『ナチス憲法論』田端忍共訳（白揚社〈世界全体主義大系 第3巻〉、1939年）